# Reasonable Doubt
Ne pas confondre avec le film Reasonable Doubt sorti en 2014.
Albums de Jay-Z
In My Lifetime, Vol. 1
(1997)
Singles
1. Dead Presidents
Sortie : 20 février 1996
2. Ain't No Nigga
Sortie : 26 mars 1996
3. Can't Knock the Hustle
Sortie : 27 août 1996
4. Feelin’ It
Sortie : 15 avril 1997

Reasonable Doubt est le premier album studio de Jay-Z, sorti en 1996.
Malgré une très bonne critique, il ne connait pas un grand succès commercial. Il a tout même réussi à atteindre le million d'exemplaires vendus aux États-Unis et a été certifié disque de platine par la RIAA le 7 février 2002. À ce jour, l'album s'est écoulé à plus de 1,5 million d'exemplaires aux États-Unis. Même si cet album n'a pas connu un succès immédiat au niveau commercial, il a tout de même continué à se vendre au fil des années. Ceci est dû non seulement au succès critique de l'album mais aussi à l'immense popularité de Jay-Z. Les productions sont assurées par des grands noms du rap tels que DJ Premier et DJ Clark Kent.

## Liste des titres
| No  | Titre                                              | Auteur                                                                     | Producteur(s)      | Durée |
| --- | -------------------------------------------------- | -------------------------------------------------------------------------- | ------------------ | ----- |
| 1.  | Can't Knock the Hustle (featuring Mary J. Blige)   | Shawn Carter, Lesette Wilson, Meli'sa Morgan, Marcus Miller, Jerome Foster | Knobody, Sean Cane | 5:17  |
| 2.  | Politics as Usual                                  | Carter, David Willis, Cynthia Biggs                                        | Ski                | 3:41  |
| 3.  | Brooklyn's Finest (featuring The Notorious B.I.G.) | Carter, Christopher Wallace, Rodolfo Franklin, Leroy Bonner, Greg Webster  | Clark Kent         | 4:36  |
| 4.  | Dead Presidents II                                 | Carter, Lonnie Liston Smith, Willis                                        | Ski                | 4:27  |
| 5.  | Feelin' It                                         | Carter, Willis                                                             | Ski                | 3:48  |
| 6.  | D'Evils                                            | Carter, Christopher Martin                                                 | DJ Premier         | 3:31  |
| 7.  | 22 Two's                                           | Carter, Willis                                                             | Ski                | 3:29  |
| 8.  | Can I Live                                         | Carter, Irving Lorenzo, Jr., Burt Bacharach, Hal David                     | Irv Gotti          | 4:10  |
| 9.  | Ain't No Nigga (featuring Foxy Brown)              | Carter, Inga Marchand, Jonathan Burks, Dennis Lambert, Brian Potter        | Big Jaz            | 4:03  |
| 10. | Friend or Foe                                      | Carter, Martin                                                             | DJ Premier         | 1:49  |
| 11. | Coming of Age (featuring Memphis Bleek)            | Carter, Franklin, James Mtume                                              | Clark Kent         | 3:59  |
| 12. | Cashmere Thoughts                                  | Carter, Franklin, Hamilton Bohannon, Leroy Emmanuel, Melvin Ragin          | Clark Kent         | 2:56  |
| 13. | Bring It On (featuring Sauce Money & Big Jaz)      | Carter, Martin, Burks, Todd Gaither                                        | DJ Premier         | 5:01  |
| 14. | Regrets                                            | Carter, Patty F. Di Pasquale                                               | Peter Panic        | 4:34  |

| 15. | Can I Live II (featuring Memphis Bleek) | Carter, Malik Cox, Malik Johnson | K-Rob | 3:57 |

| 15. | Can't Knock the Hustle (Foolds Paradise remix) (featuring Meli'sa Morgan) | Carter, I. Lorenzo, L. Wilson, M. Morgan | Irv Gotti |  |

Notes
- Can't Knock the Hustle contient des voix additionnelles de Pain in Da Ass.
- Brooklyn's Finest contient des voix additionnelles de Pain in Da Ass et DJ Clark Kent.
- Feelin' It contient des voix additionnelles de Mecca.
- 22 Two's contient un dialogue de Mary Davis.
- Ain't No Nigga contient des voix additionnelles de Khadijah Bass et Big Jaz.

## Samples
- Can't Knock The Hustle contient un sample de Much Too Much de Marcus Miller.
- Politics As Usual" contient un sample de Hurry Up This Way Again de The Stylistics.
- Brooklyn's Finest contient un sample de Ecstasy de The Ohio Players.
- Dead Presidents II contient un sample vocal de The World Is Yours (Remix) de Nas, un sample de Dreams of Tomorrow de Lonnie Liston Smith (mélodie) et un sample de Oh My God (remix) de A Tribe Called Quest (percussions).
- D'Evils contient un sample de Go Back Home d'Allen Toussaint ainsi qu'un sample vocal de Murder was the Case de Snoop Dogg.
- Can I Live contient un sample de la version d'Isaac Hayes de The Look of Love.
- Coming Of Age contient un sample de Inside You d'Eddie Henderson.
- Cashmere Thoughts contient un sample de Save Their Souls de Hamilton Bohannon.
- Can I Live II contient un sample de Mother's Day de 24 Carat Black.
- Bring It On contient un sample vocal de 1, 2 Pass It de D&D All Stars.
- Can't Knock The Hustle (Foolds Paradise remix) contient un sample de Foolds Paradise de Meli'sa Morgan.

## Classements
Album
| Classements (1996)               | Meilleure position |
| -------------------------------- | ------------------ |
| Billboard 200                    | 23                 |
| Billboard Top R&B/Hip-Hop Albums | 3                  |

Singles
| Titre                  | Classement (1996)     | Meilleure position |
| ---------------------- | --------------------- | ------------------ |
| Ain't No Nigga         | Billboard Hot 100     | 50                 |
| Ain't No Nigga         | Hot R&B/Hip-Hop Songs | 17                 |
| Ain't No Nigga         | UK Singles Chart      | 31                 |
| Can't Knock the Hustle | Billboard Hot 100     | 73                 |
| Can't Knock the Hustle | Hot R&B/Hip-Hop Songs | 35                 |
| Can't Knock the Hustle | Singles Chart         | 30                 |
| Titre                  | Classement (1997)     | Meilleure position |
| Can't Knock the Hustle | Nouvelle-Zélande      | 26                 |
| Feelin' It             | Billboard Hot 100     | 79                 |
| Feelin' It             | Hot R&B/Hip-Hop Songs | 46                 |

## Postérité
En 1998, Reasonable Doubt est sélectionné par le magazine The Source sur sa liste des 100 meilleurs albums rap.
Reasonable Doubt est considéré par de nombreux observateurs comme le meilleur album de Jay-Z, comme un « classique » et comme l'un des albums les plus influents de l'histoire du rap,,.
En 2006, Jay-Z célèbre les 10 ans de son premier opus par un concert où il interpréta l'intégralité de l'album. Il a également sorti un DVD de la collection Classic Albums où il revient, en compagnie des producteurs et collaborateurs de l'album, sur les origines, le contexte, l'enregistrement de son premier album.
En 2003, Reasonable Doubt est classé 248e par le magazine Rolling Stone sur sa liste des 500 plus grand albums de tous les temps.
En décembre 2013, Jay-Z fait une rétrospective de sa carrière et établit un classement de ses propres albums studio : il classe Reasonable Doubt à la 1re place en précisant que c'est un « classique ».
Classements honorifiques
- * = classements sans ordre.

| Publication        | Pays        | Intitulé du classement                                          | Année | Place |
| ------------------ | ----------- | --------------------------------------------------------------- | ----- | ----- |
| About.com          | États-Unis  | 100 meilleurs album de Hip-Hop                                  | 2008  | 14    |
| About.com          | États-Unis  | Meilleurs albums de rap de 1996                                 | 2008  | 2     |
| About.com          | États-Unis  | 10 albums de Hip-Hop essentiels                                 | 2008  | 5     |
| Blender            | États-Unis  | 500 CD que vous devez posséder avant de mourir                  | 2003  | *     |
| Tom Moon           | États-Unis  | 1000 enregistrements à entendre avant de mourir                 | 2008  | *     |
| MTV.com            | États-Unis  | Les meilleurs albums de Hip-Hop de tous les temps               | 2005  | 6     |
| Rhapsody           | États-Unis  | « The A's, B's and Kilos of Coke Rap »                          | 2010  | *     |
| Rolling Stone      | États-Unis  | Les 500 plus grands albums de tous les temps                    | 2003  | 248   |
| The Source         | États-Unis  | Les 100 meilleurs albums rap de tous les temps                  | 1998  | *     |
| Vibe               | États-Unis  | 150 albums qui définisse Vibe (1992–2007)                       | 2007  | *     |
| Vibe               | États-Unis  | 51 albums qui représente une Génération, un Son et un Mouvement | 2004  | *     |
| Hip-Hop Connection | Royaume-Uni | Les 100 meilleurs albums de rap 1995-2005                       | 2005  | 13    |
| New Nation         | Royaume-Uni | Top 100 Albums des artistes « Blacks »                          | 2007  | 13    |

## Commentaire
Sur la pochette de l'album, Jay-Z est écrit Jaÿ-Z (avec un tréma sur le "y"). Cela ne sera pas repris sur les albums suivants.